# Jules Verne síremléke
Jules Verne síremléke az amiens-i temetőben áll.

## Története
Jules Verne 1905. március 24-én, 77 éves korában halt meg Amiens városban. Holttestét a helyi temetőben, a Cimetière de la Madeleine-ben hantolták el. Halála után két évvel helyezték el sírján Albert Roze szobrát, amelynek címe: A halhatatlanság és az örök ifjúság felé (Vers l’Immortalité et l’Eternelle Jeunesse).
A szobor egy meztelen felsőtestű férfit ábrázol, ahogy a sírlapot fellökve, kezével az ég felé mutatva kiemelkedik a földből. A művész a szobor arcát Jules Verne halotti maszkjáról mintázta. A síremlék népszerű „zarándokhelye” a tudományos fantasztikum iránt érdeklődőknek, és a róla készült rajz hosszú időn át szerepelt az először 1926-ban kiadott, Amazing Stories című magazin fejlécében.